# حسين عرب باغي
حسين بن نصر الله بن صادق الموسوي أرموي المعروف باسم عرب-باغي (بالفارسية: سیّد حسین عرب‌باغی اُرمَوی) (1875 - 30 يونيو 1950) فقيه شيعي وكاتب ديني إيراني.

## حياته ومؤلفاته
ولد في بلدة سعيد لو قرب أرومية عام 1875/ 1292 هـ أو يقال في عقد آخر لقرن الثالث عشر الهجري. نشأ في أرومية وتعلم بها وبمشهد (إيران) عند محمد كاظم طباطبائي ومحمد كاظم خراساني. غادر بلاده في 1905 إلى النجف وواصل هناك تعليمه الفقهي لأربع سنوات. له مؤلفات كثيرة في الفقه الشيعة، منهم:
- قواعد الإسلام
- دعائم الإسلام
- سياسة الإسلام
- أساس الإسلام